# Buckskin (Leder)

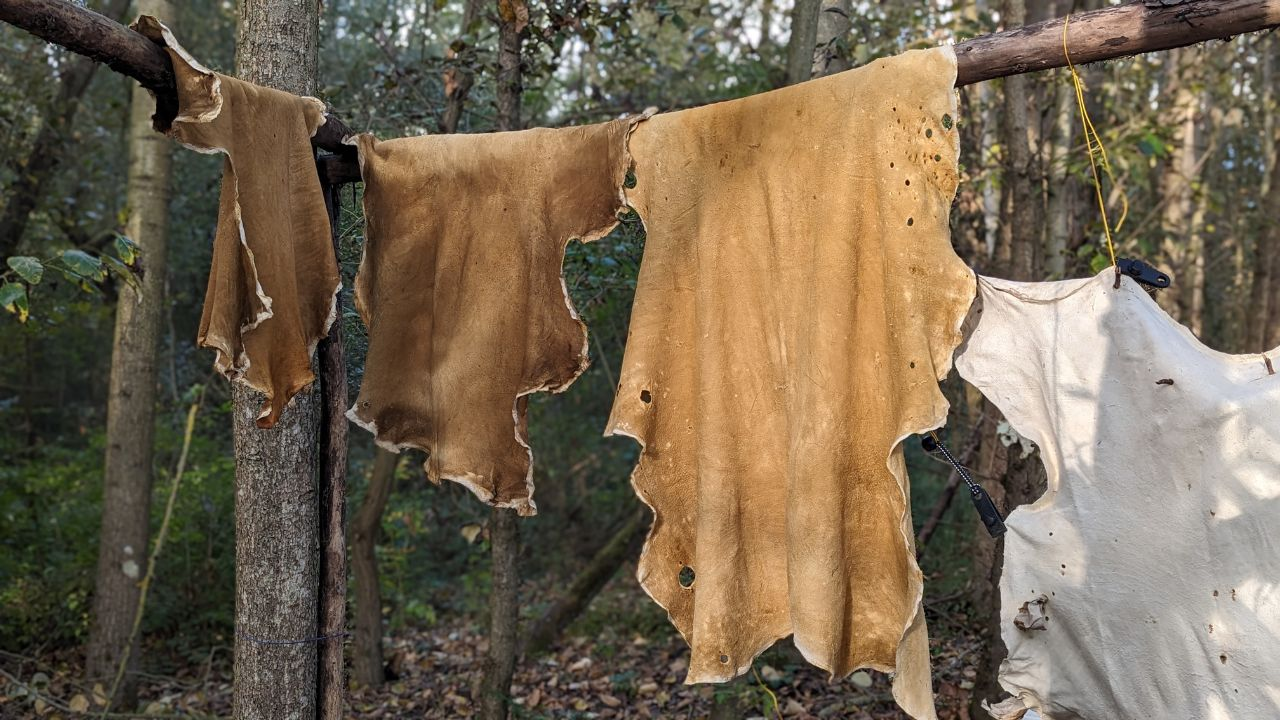
Frisch geräuchertes Wildleder / Buckskin

Buckskin ist die englische Bezeichnung für ein weiches, flexibles Wildleder, das zum Beispiel aus der gegerbten Haut von Reh-, Dam- oder Rotwild hergestellt wird. Es hat eine besonders feine und samtige Oberfläche. Die Rohhaut durchläuft eine aufwendige Zurichtung und spezielle Gerbung, wodurch das charakteristische flexible und trotzdem robuste Buckskin-Leder entsteht. Es ist ein hochwertiges Naturmaterial für hochfunktionale Bekleidung und Accessoires.
Buckskin ist eine traditionelle Lederart der indigenen Völker Nordamerikas, die aus den Häuten Schuhe, Taschen und Lederbekleidung herstellten.

## Herstellung von Buckskin

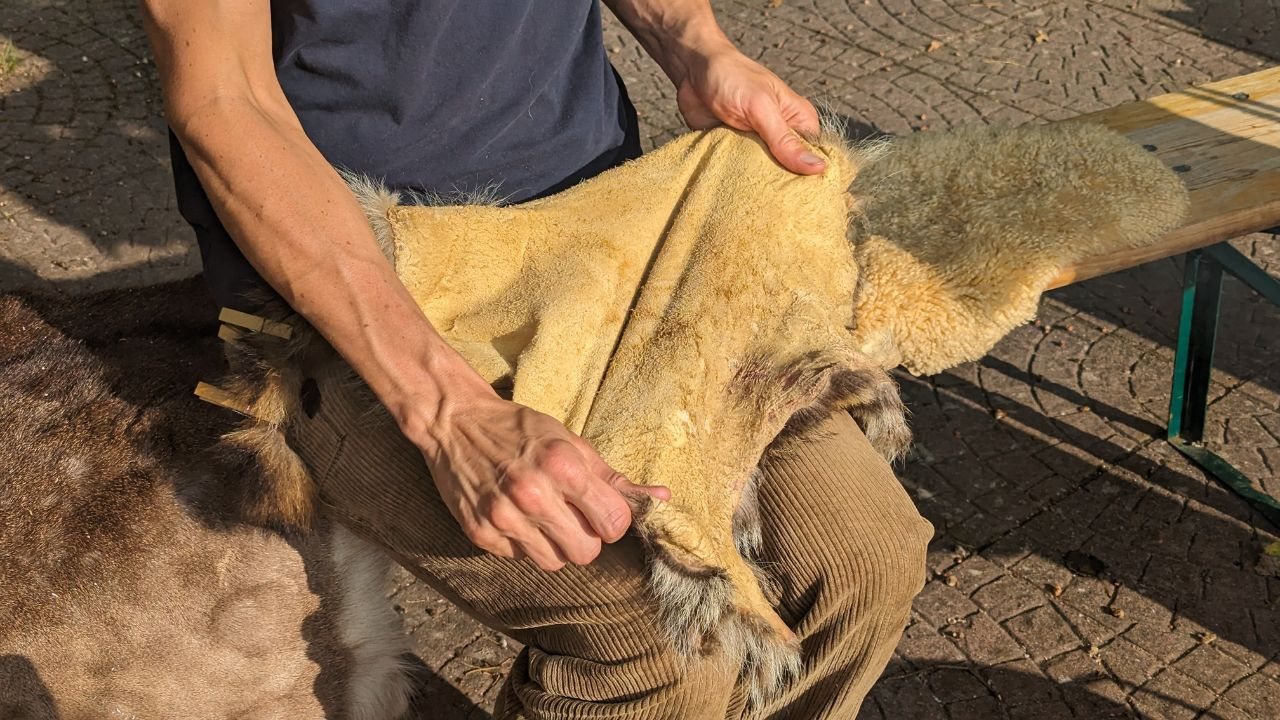
Buckskin mit Fell (Waschbär) Trockenziehen

Traditionell schabten die indigenen Völker Nordamerikas das überschüssige Fett ab, das unter der Haut haftete (sowie die Oberhaut, wenn es ein Wildleder werden sollte), und behandelten anschließend die rohe Haut mit dem Gehirngewebe (Hirngerbung) eines Tieres. Danach wurde die rohe Haut über ein qualmendes Feuer gehängt, wobei der Rauch in der rohen Haut eingelagert wird.
Durch die kombinierte Anwendung von Hirngewebe und Rauch entsteht weiches und geschmeidiges Wildleder mit einer dunklen Farbe.
Das fertige Produkt ähnelt Sämischleder, ist jedoch dicker. Obwohl Wildleder beim Trocknen nach dem Nasswerden leicht steif werden kann, kehrt es durch Ziehe und Strecken wieder in seinen früheren weichen Zustand zurück.

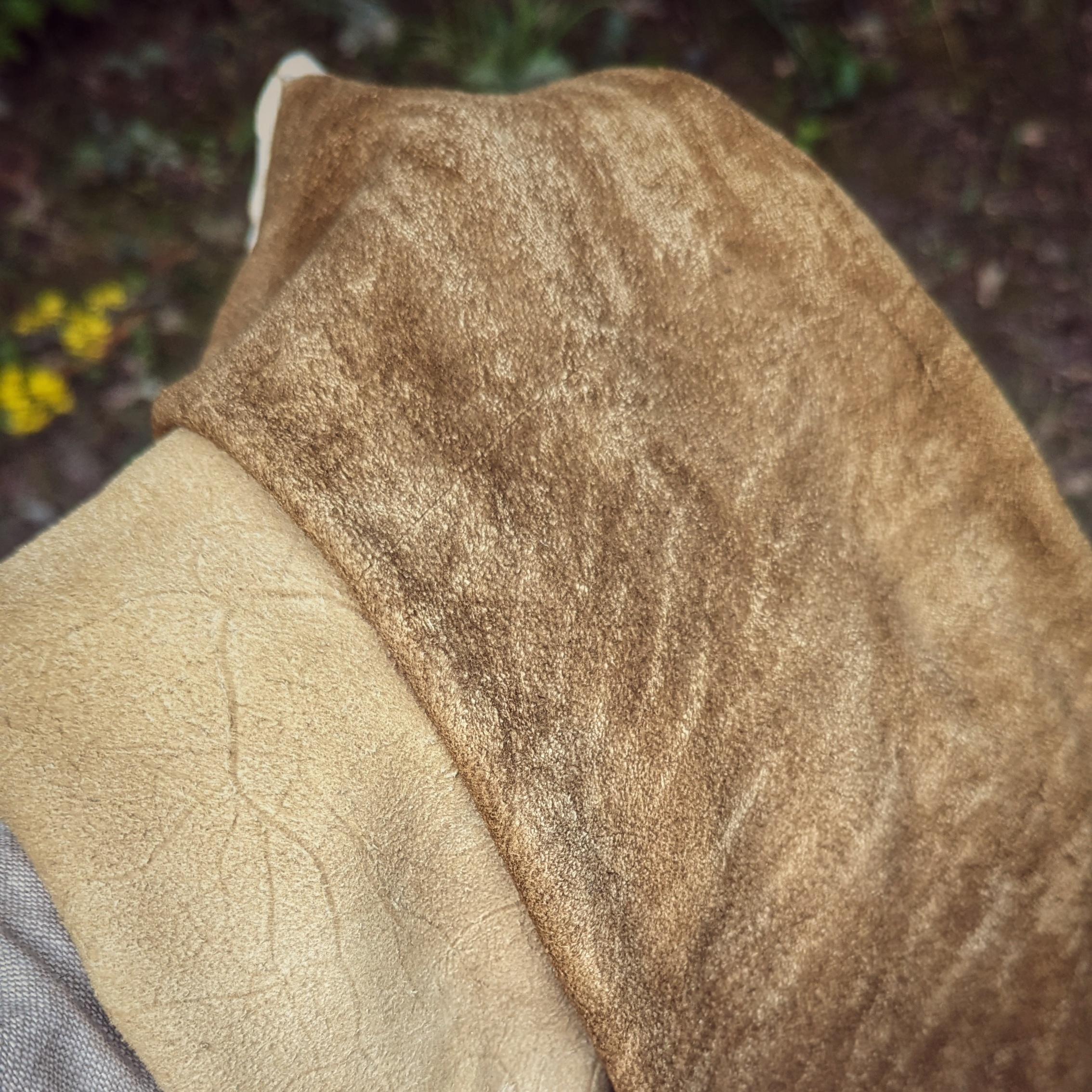
Fertig geräuchertes weiches Wildleder

Die Anwendung von Holzrauch hält zudem von Insektenfraß ab. Ungeräuchertes Wildleder hat eine hellere, weiße Farbe, es wurde bei den indigenen Völker Nordamerikas nur zu besonderen Zeremonien genutzt.

## Unterschied zwischen Wildleder und Glattleder
Während Buckskin das englische Wort für ein traditionell gegerbtes, sehr weiches Wildleder ohne Narbenseite (etwa vom Reh oder Hirsch) ist, bezeichnet der Begriff Glattleder ein festeres, verdichtetes Leder (etwa vom Rind) mit vorhandener Narbenseite. Glattleder entsteht durch eine vegetabile oder chemische Gerbung. Dadurch erhält es seine typisch glatte, geschlossene Oberfläche und Haltbarkeit.